# Verrichtungsbox

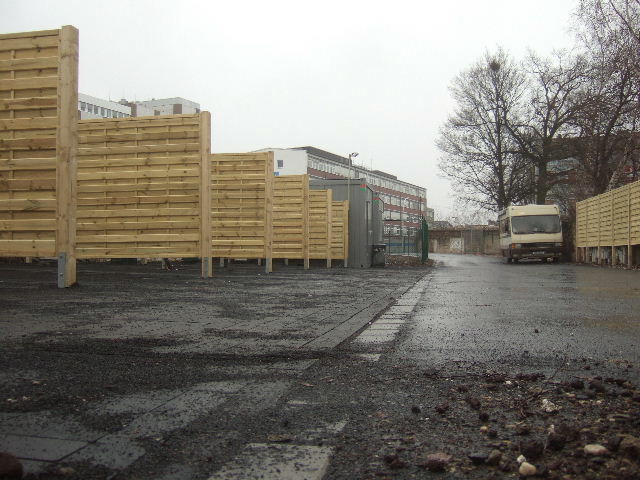
Verrichtungsboxen in Bonn (2011)

Verrichtungsboxen sind abgeschirmte Parkplätze, die einer Garage ähneln und Prostituierten die Möglichkeit bieten, ihre Freier zu bedienen. Die Freier fahren mit ihren Autos in die Box, in der sie vor fremden Blicken geschützt Sex haben können. Es gibt auch Container für Freier ohne Auto. In der Regel werden Verrichtungsboxen durch sanitäre Einrichtungen für die Prostituierten ergänzt. Auch „Panikknöpfe“ zur Alarmierung von Sicherheitspersonal gehören zum Standard. Teilweise wird durch bauliche Einrichtungen dafür gesorgt, dass die Frauen im Notfall Platz haben, das Auto zu verlassen.
Erstmals zur Verfügung gestellt wurden diese Einrichtungen 1986 im niederländischen Utrecht mit dem Ziel, den Straßenstrich auf ein kontrolliertes Gelände zu verlagern, zu dem Zuhälter und Drogendealer keinen Zutritt haben. Die Gesamtstrategie wurde als „Utrechter Modell“ bezeichnet. In Deutschland war Köln 2001 die erste Stadt, die das Modell anwendete. Es folgten Bonn, Essen und Dortmund. In der Schweiz führte Zürich mit dem Strichplatz Depotweg das Modell im August 2013 ein.
Derartige Boxen werden zumindest in Deutschland regelmäßig behördlich kontrolliert, um Schaulustige bzw. Voyeure fernzuhalten, da das Umfeld der Boxen ausschließlich für die beiden Parteien der Prostitution gedacht ist. Die Stadt Bonn verlegte zum Jahresbeginn 2011 ihre bisherigen Einrichtungen auf ein neues „Verrichtungsgelände“ an anderer Stelle, das seitdem das einzige Gebiet der Stadt ist, auf dem der Straßenprostitution nachgegangen werden darf. Die Prostituierten dürfen die entsprechenden Anbahnungsgespräche ausschließlich zwischen 20 und 6 Uhr auf einem angrenzenden Straßenabschnitt führen. Ein von der Stadt beauftragter privater Wachdienst schützt das den Frauen kostenlos zur Verfügung gestellte Gelände. Bedingung für die Nutzung der Boxen ist für die Prostituierten des Straßenstrichs jedoch die Entrichtung einer ebenfalls zum Jahresbeginn 2011 von der Stadt eingeführten Sexsteuer in Höhe von 6 Euro pro Nacht. Seit Mitte 2011 kann dieser Verpflichtung durch Erwerb eines Tickets aus einem Steuerticket-Automaten nachgekommen werden – einem von der Stadtverwaltung eigens umgebauten Parkscheinautomaten.
Drei Jahre nach Einführung der Boxen zog die Stadt Köln eine positive Bilanz und wies dabei darauf hin, dass es für die Prostituierten eine deutliche Zunahme der Gesundheitsvorsorge gebracht habe und sie gleichzeitig kaum noch Opfer von Gewaltverbrechen würden.
Nachdem Stadt Dortmund angesichts von Bürgerprotesten gegen die sichtbarer gewordene Prostitution den Sperrbezirk auf das gesamte Stadtgebiet ausgedehnt hatte, wurden im Mai 2011 auch die Verrichtungsboxen entfernt.